# Дезодорант

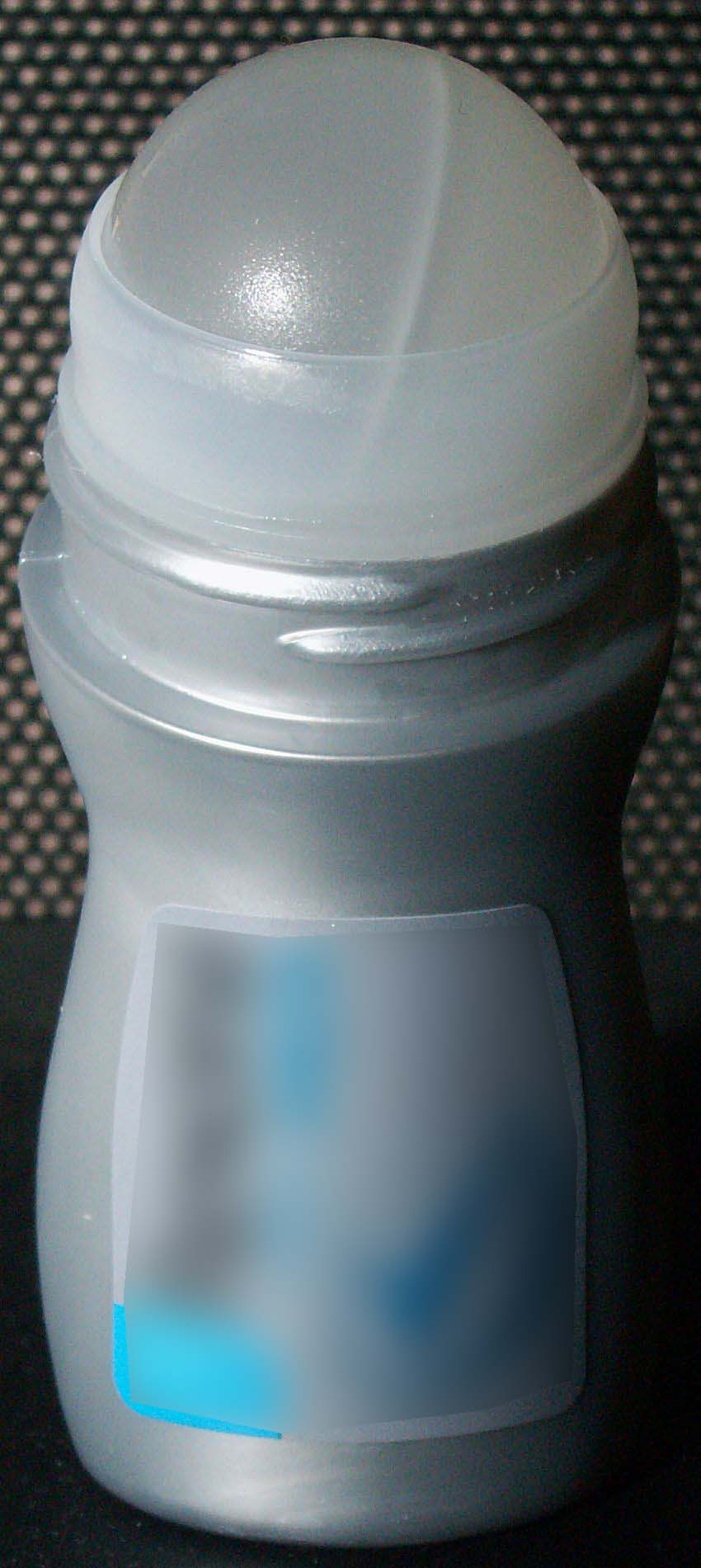
Роликовий дезодорант

Дезодоранти (від фр. Dés — префікс, що означає видалення, і лат. Odor — запах) — косметичні вироби, призначені для маскування, ослаблення або усунення неприємних запахів.
Механізм дії дезодорантів полягає в запобіганні розмноження бактерій у вологому середовищі, і в поглинанні природних запахів тіла і інших нав'язливих запахів. До складу дезодорантів часто входять дезінфікуючі і бактерицидні добавки, що знищують мікроорганізми і перешкоджають появі неприємного запаху.
Найчастіше дезодоранти застосовуються в зоні пахв для усунення запаху, викликаного переважно продуктами бактеріального розкладання поту.
У продажі поширені дезодоранти — антиперспіранти. Ці засоби, крім боротьби з запахом, сприяють закриттю потових залоз і таким чином запобігають виділенню поту.
Спочатку для зменшення небажаних запахів почали застосовувати парфуми, які просто маскували інші запахи.
Для дезодорації повітря, приміщень, тощо застосовували найрізноманітніші речовини.
Запахи, які утворюються внаслідок (гнильного) розкладання органічних субстратів (виділення людей і тварин, харчові продукти, трупи ) в більшості випадків досить неприємні. Найефективніші суміші з декількох компонентів — антиперспірантів, ефірних олій, синтетичних ароматизаторів, розчинників та інші володіють більш інтенсивним і стійким запахом в порівнянні з окремими складовими.
Наразі найбільшого поширення набули кулькові й роликові дезодоранти-антиперспіранти, а також дезодоранти в аерозольній упаковці, які є екологічно шкідливими, бо містять фреон.
Діючою речовиною дезодорантів — антиперспірантів є комплекси алюмінію і цирконію. Часто в складі цих продуктів присутній етиловий спирт, проте не всі споживачі люблять спиртовмісні продукти: для чутливої шкіри спирт може виявитися занадто висушуючою речовиною.

## Проблема безпеки дезодорантів
Деякі речовини, які входять до складу поширених дезодорантів для тіла, викликають підвищену увагу гігієністів, оскільки існують побоювання, що вони можуть несприятливо впливати на здоров'я людини. Перш за все це стосується парабенів та речовин, що виділяють формальдегід.